# São Gonçalo do Pará
São Gonçalo do Pará è un comune del Brasile nello Stato del Minas Gerais, parte della mesoregione dell'Oeste de Minas e della microregione di Divinópolis.